# 3074 Popov
A 3074 Popov (ideiglenes jelöléssel 1979 YE9) a Naprendszer kisbolygóövében található aszteroida. Ljudmila Vasziljevna Zsuravljova fedezte fel 1979. december 24-én.